# Rillo
Rillo es un municipio y localidad española de la provincia de Teruel, en la comunidad autónoma de Aragón. El término municipal tiene una población de 98 habitantes (INE 2024).

## Geografía
Tiene una población de 97 habitantes (INE 2023), perteneciente a la mancomunidad del Altiplano, dentro de la comarca Comunidad de Teruel. Rillo se encuentra situado a 7 km del municipio de Pancrudo y a 3 km del municipio de Fuentes Calientes. Pertenece al municipio de Rillo la aldea de Son del Puerto.

## Historia
Hacia mediados del siglo XIX, el lugar tenía contabilizada una población de 232 habitantes. La localidad aparece descrita en el decimotercer volumen del Diccionario geográfico-estadístico-histórico de España y sus posesiones de Ultramar de Pascual Madoz de la siguiente manera:

RILLO: l. con ayunt. en la prov. y dióc. de Teruel (11 horas), part. jud. de Segura (6), aud. terr. de Zaragoza (29) y c. g. de Aragon. Está sit. en terreno llano, bastante elevado y frio; su clima es sano, siendo los catarros y afecciones de pecho las que generalmente se padecen. Se compone de unas 68 casas; la del ayunt.; una escuela de instruccion primaria medianamente concurrida; igl. parr. (Sto. Domingo de Silos) cuyo cura es de la clase de vicarios y de nombramiento del cabildo de Teruel; 3 ermitas en las inmediaciones del pueblo, y un cementerio que en nada perjudica á la salud. pública. Confina el térm. por el N. con el de Pancrudo; E. Cañada Vellida; S. Fuentes Calientes, y O. Lidon y Visedo; hay en él algunas fuentes de buenas aguas y una cantera de piedra jaspe negra de buena calidad. El terreno participa de llano y monte, es muy escaso de leña por cuya razon los vec. para los usos necesarios se proveen de carbon de piedra del que se estrae en Utrillas y otros pueblos; hay algunos prados naturales con buenos pastos. Los caminos son de herradura y conducen á los pueblos limítrofes: el correo se recibe de la cab. del part. prod.: trigo de buena calidad, alguna cebada, avena y patatas; hay ganado lanar que es el mas preferido, y caza de conejos, liebres y perdices. pobl.: 58 vec, 232 alm. riqueza imp.: 53.133 rs.
(Madoz, 1849, pp. 475-476)

## Demografía
Rillo cuenta con una población de 98 habitantes (INE 2024).
| Gráfica de evolución demográfica de Rillo entre 1842 y 2021 |
| |
| Población de derecho según los censos de población del INE Población de hecho según los censos de población del INEEntre el censo de 1981 y el anterior, crece el término del municipio porque incorpora a 44214 (Son del Puerto) |

## Economía
Se trata de un municipio dedicado fundamentalmente a la agricultura y a la ganadería, que ofrece un clima típico de la meseta, al encontrarse a 1273 m. Históricamente su principal actividad económica fue la minería.

## Administración y política
| Período   | Alcalde                | Partido |  |
| --------- | ---------------------- | ------- |  |
| 1979-1983 | Cipriano Fuertes Marzo | UCD     |  |
| 1983-1987 |                        |         |  |
| 1987-1991 | Pascual Blesa Bello    | PSOE    |  |
| 1991-1995 |                        |         |  |
| 1995-1999 |                        |         |  |
| 1999-2003 |                        |         |  |
| 2003-2007 | Samuel Esteban Galindo | PP      |  |
| 2007-2011 | Santiago Marzo Gracia  | PP      |  |
| 2011-2015 | Santiago Marzo Gracia  | PP      |  |

| Partido político    | Partido político                                   | 2003   | 2007   | 2011   | 2015   |
| Partido político    | Partido político                                   | Ediles | Ediles | Ediles | Ediles |
|                     | Partido Aragonés (PAR)                             | —      | —      | 1      | 3      |
|                     | Partido Popular de Aragón (PP)                     | 5      | 5      | 4      | 1      |
|                     | Partido de los Socialistas de Aragón (PSOE-Aragón) | —      | —      | —      | 1      |
|                     | Chunta Aragonesista (CHA)                          | —      | 0      | —      | —      |
| Total de concejales | Total de concejales                                | 5      | 5      | 5      | 5      |

## Fiestas
Las fiestas mayores tienen lugar durante el tercer fin de semana de agosto en honor a Santo Domingo de Silos. Asimismo se celebra el 4 de diciembre las fiestas en honor a Sta. Bárbara. Son igualmente celebradas las festividades de San Isidro Labrador el 15 de mayo y Sta. Lucía el 13 de diciembre.

## Monumentos

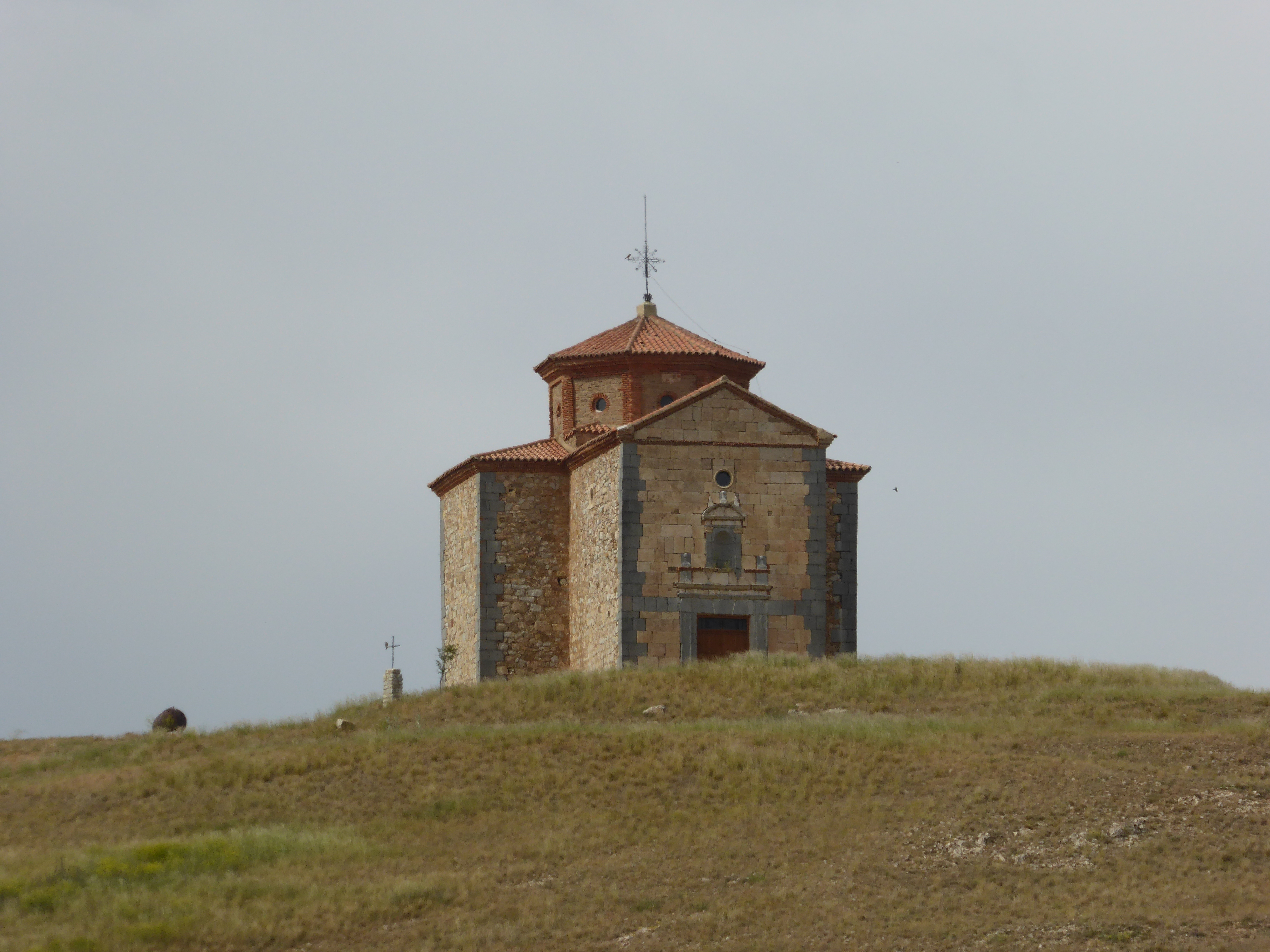
Ermita de Nuestra Señora de la Rosa, sobre un promontorio a las afueras de la localidad

- Iglesia de Santo Domingo de Silos,[3] del siglo XVIII, y las ermitas de Santa Bárbara y de la Virgen de la Rosa.
- También hay varias esculturas de la artista local Mari Carmen Escriche Balfagón, como el Monumento a los que duermen o Monumento a la cama.

## Ocio
Entre las actividades que ofrece Rillo cabe destacar las de las asociaciones de cazadores y, sobre todo, la asociación El Pucherrillo, encaminada a recuperar hábitos culinarios, deportivos y culturales propios de la región.